# Himachal Pradesh
Himachal Pradesh (hindi हिमाचल प्रदेश, trb.: Himaćal Pradeś, trl.: Himācal Pradeś; ang. Himachal Pradesh) – górzysty stan w północno-zachodnich Indiach. Sąsiadujący z Tybetem na wschodzie, Dżammu i Kaszmirem na północy i na północnym zachodzie, z Pendżabem na południowym zachodzie, ze stanami Hariana i Uttar Pradesh na południu i Uttarakhand na południowym wschodzie.
Stolicą stanu jest Shimla inne główne miasta to: Dharamsala, Kangra, Mandi, Kullu, Chamba, Dalhousie i Manali. 
Głównymi rzekami na terenie stanu są Satledź i Beas. Most na rzece Satledź w Kandraur jest jednym z najwyżej położonych w Azji.

## Podział administracyjny
Stan Himachal Pradesh nie dzieli się na dywizje, lecz bezpośrednio na dystrykty. Łącznie w tym stanie znajduje się 12 dystryktów:
1. Bilaspur
2. Chamba
3. Hamirpur
4. Kangra
5. Kinnaur
6. Kullu
7. Lahaul i Spiti
8. Mandi
9. Shimla
10. Sirmaur
11. Solan
12. Una